# Singleton (Nova Gales do Sul)
Singleton é uma cidade às margens do rio Hunter, em Nova Gales do Sul, Austrália. Fica a 144 quilômetros ao noroeste de Sydney e a 70 km a noroeste de Newcastle. De acordo com o censo australiano de 2016, a população estimada na cidade era de 13.214 pessoas na localidade urbana.